# Zwinnik latarnik
Zwinnik latarnik (Hemigrammus ocellifer) – gatunek słodkowodnej ryby z rodziny kąsaczowatych (Characidae). Jest to ryba hodowana w akwariach.

## Występowanie
Zwinnik latarnik żyje w wodach słodkich Ameryki Południowej.

## Pożywienie
Zwinnik latarnik żywi się bezkręgowcami. W akwarium może być karmiony pokarmem żywym, mrożonym oraz w płatkach.

## Warunki hodowlane
Zwinnik latarnik wymaga akwarium średniego albo dużego. Oświetlenie nie powinno być zbyt mocne. Woda powinna być miękka lub średnio twarda, a jej temperatura powinna wynosić około 25,5 °C. Należy pamiętać o regularnej podmianie części wody oraz kontroli systemu filtracyjnego oraz napowietrzającego.